# Radosław Kawęcki
Radosław Kawęcki (Głogów, 16 agosto 1991) è un nuotatore polacco, specializzato nel dorso.

## Palmarès
- Mondiali

Barcellona 2013: argento nei 200m dorso.
Kazan 2015: argento nei 200m dorso.
- Mondiali in vasca corta

Istanbul 2012: oro nei 200m dorso.
Doha 2014: oro nei 200m dorso e argento nei 100m dorso.
Windsor 2016: oro nei 200m dorso.
Hangzhou 2018: bronzo nei 200m dorso.
Abu Dhabi 2021: oro nei 200m dorso.
- Europei

Debrecen 2012: oro nei 200m dorso.
Berlino 2014: oro nei 200m dorso.
Londra 2016: oro nei 200m dorso.
Glasgow 2018: argento nei 200m dorso.
- Europei in vasca corta

Istanbul 2009: argento nei 200m dorso
Stettino 2011: oro nei 100m dorso e nei 200m dorso
Chartres 2012: oro nei 200m dorso.
Herning 2013: oro nei 200m dorso.
Netanya 2015: oro nei 100m dorso e nei 200m dorso.
Copenaghen 2017: argento nei 200m dorso.
Glasgow 2019: oro nei 200m dorso.
Kazan 2021: oro nei 200m dorso.
- Europei giovanili

Praga 2009: oro nei 200m dorso.

## International Swimming League
| Stagione 2019 | Stagione 2020 |
| ------------- | ------------- |
| Cali Condors  | Cali Condors  |